# Sitio de Narbona (759)
El tercer sitio de Arbuna (752-759) fue el más largo de los asedios de la ciudad de Arbuna (Narbona) y el que puso punto final a la dominación musulmana y al baliazgo de Arbuna.
Las fuerzas de Pipino el Breve asediaron Arbuna el 752, pero no la pudieron conquistar y tuvieron que levantar el sitio dejando un contingente para mantener el bloqueo, que no fue muy efectivo (752-754). En 756 se cree que se retomó el asedio, pero su eficacia fue muy limitada. Entre los años 756 y 759 los francos negociaron la ciudad con los godos, que eran quienes defendían la villa en plena cooperación con los musulmanes. El rey les prometió mantener la comunidad goda en el uso de sus leyes y costumbres si entregaban la ciudad, lo cual finalmente hicieron en el año 759. Los godos se apoderaron del interior de la ciudad, mataron la exigua guarnición sarracena, y abrieron las puertas a los francos.